# Alicha kimem
Alicha kimem är en etiopisk kryddblandning som vanligen innehåller svartfrö, ajowan, gurkmeja, ingefära, vitlök och kardemumma. 